# Ambicat
Ambicat (llatí: Ambicatus o Ambigatus) era rei dels celtes de la Gàl·lia durant el regnat de Tarquini Prisc a Roma.
Era del poble dels Bitúriges, "el més poderós dels celtes" diu Titus Livi. Quan va arribar a una edat avançada va enviar els fills de la seva germana (els seus successors segons la llei dels gals), anomenats Bellovesus i Sigovesus, a buscar noves terres pel seu poble que havia augmentat molt en nombre. Després de discutir-ho molt, Bellovesus es va dirigir a Itàlia i Segovesus als boscos Hercinis.